# 社会的責任を考えるコンピュータ専門家の会
社会的責任を考えるコンピュータ専門家の会 (しゃかいてきせきにんをかんがえるコンピュータせんもんかのかい、略称 CPSR; Computer Professionals for Social Responsibility) は、社会におけるコンピュータ技術のさまざまな問題に取り組む国際的なコンピュータ専門家の非営利団体 (NPO) である。2013年に解散。

## 概要
社会的責任を考えるコンピュータ専門家の会 (以下CPSR) は、社会的な責任を伴ってコンピュータ技術を利用することを推進する、世界的なコンピュータ専門家のNPOである。
1981年にアメリカ合衆国のゼロックス社パロアルト研究所でコンピュータ研究者が集まり活動を始めたことを起源とする。1983年にはアメリカ合衆国で非営利団体 (NPO) として設立された。初代のCPSR会長にはセヴェロ・オーンステイン（Severo Ornstein）が就いた。
2006年現在、6大陸30か国以上に会員を有し、その本部はアメリカ合衆国カリフォルニア州サンフランシスコにある。

## 活動
毎年“コンピュータ専門家として社会的責任を果たした人物”へノーバート・ウィーナー賞を授与し表彰している。
また、CPSRは政策立案者および一般の人々に対して、コンピュータ技術と社会的責任に関わるさまざまな問題について、助言をし情報を提供するなどの活動を行っている。
CPSRは、自分たちの任務を遂行するために非常に多くのプロジェクトを企画し実行している。そのプロジェクトの一部を以下に挙げる。
- Privaterra
- Public Sphere Project
- 電子プライバシー情報センター (EPIC; Electronic Privacy Information Center)
- 21st Century Project
- Civil Society Project
- CFP (Computers, Freedom and Privacy; コンピュータと自由とプライバシー) カンファレンス

その他、CPSRが行っている活動の一部を述べる。
- 参加型デザインに関する会議を何度か開催している。
- アメリカ合衆国での電子投票システムの導入には、現状では公正な投票を実施できないとして、反対している。
- 「消費者向け製品でのRFIDの使用についての意見書」に賛同者として署名している。この意見書では、消費者向け製品でのRFIDの使用について、プライバシーおよび市民的自由に対する潜在的な危険性を指摘し、消費者の安全をおびやかすこと無くRFIDを使用するための提言を行っている。

## 各国の支部

### 日本
日本ではCPSR日本支部 (CPSR/Japan) が活動している。
- 1999年、山根信二を中心としてCPSR/Japan設立準備委員会が活動を始めた。
- 2002年、山根信二を代表としてCPSR日本支部が結成された。

CPSR日本支部も本部と同様、政策立案者および一般の人々に対する助言や情報の提供するなどの活動を行っている。
日本支部が行っている活動の一部を以下に述べる。
- コンピュータ技術に関わる訴訟についてのオンラインでの意見交換。
- 住民基本台帳ネットワークシステム (住基ネット) に対しては批判的な立場で活動している。
運用面を含めた情報システムの脆弱性や、プライバシーがおびやかされ行政により市民が監視される危険性、個人情報漏洩の危険性などを、指摘している。
- 総務省の「住民のプライバシーの保護に関する新しい考え方と電子自治体におけるそのシステム的な担保の仕組みについての研究会」報告書の作成への協力。
- 金子勇氏を支援する会 (freekaneko.com) の活動を支持している。
- ソフトウェア技術者連盟 (LSE) の活動を支持している。

## ノーバート・ウィーナー賞
ノーバート・ウィーナー賞は、社会的責任を考えるコンピュータ専門家の会 (CPSR) が、コンピュータ専門家として社会的責任を果たした人を表彰する賞である。
この賞は、ノーバート・ウィーナーの功績に敬意を表して1987年に設立され、CPSRにより毎年表彰が行われている。
最初の受賞者 (1987年) は、アメリカ合衆国の戦略防衛構想 (SDI) に反対する活動を行ってきたデイビッド・パーナスであった。
デイビッド・パーナスが SDI の問題点を指摘したことが一つの要因となり、アメリカ合衆国は SDI の開発を中止した。
2013年に運営組織が解散したため賞も消滅した。
受賞者:
- 1987年: David Parnas （デイビッド・パーナス）
- 1988年: Joseph Weizenbaum (ジョセフ・ワイゼンバウム)
- 1989年: Daniel McCracken
- 1990年: Kristen Nygaard (クリステン・ニガード)
- 1991年: Severo Ornstein と Laura Gould
- 1992年: Barbara Simons
- 1993年: Institute for Global Communications (IGC)
- 1994年: Antonia Stone
- 1995年: Tom Grundner
- 1996年: Phil Zimmermann (フィル・ジマーマン)
- 1997年: Peter G. Neumann
- 1998年: Internet Engineering Task Force (IETF)
- 1999年: 自由ソフトウェアとオープンソース運動
- 2000年: Marc Rotenberg
- 2001年: Nira Schwartz と Theodore Postol
- 2002年: Karl Auerbach
- 2003年: Mitch Kapor (ミッチ・ケイパー)
- 2004年: Barry Steinhardt
- 2005年: Douglas Engelbart (ダグラス・エンゲルバート)
- 2008年: Bruce Schneier
- 2013年: Gary Chapman

なおこの賞とは別に、同じくノーバート・ウィーナーの功績を記念した賞として、米国数学会と応用数理学会によるノーバート・ウィーナー応用数学賞がある。

## 参考資料
- CPSR公式ウェブサイト
- 毎日新聞 2002年11月15日 朝刊3面 ひと 社会的責任を考えるコンピューター専門家 山根信二さん (文・太田阿利佐)